# Listă de comitate din statul Vermont
Statul Vermont are 255 unități politice sau "locuri" (în engleză, "places").  Această împărțire se poate diferenția mai departe în 246 de localități cu statutul de oraș (dintre care 237 sunt "orășele", towns și 9 sunt "orașe", cities), 5 reprezintă zone neîncorporate, (unincorporated areas), iar 4 sunt zone neatribuite (gores).

## Lista comitatelor statului
Statul Vermont este divizat în paisprezece comitate.  Fiecare comitat are un sediu de comitat, care nu se numește county seat, precum în celelalte state, ci shire town, urmând o veche denominare din Anglia.  Conexiunile de mai jos, asociate fiecărui cod al fiecărui comitat conduc la pagina informativă acelui comitat de pe website-ul Biroului de Recensământ al Statelor Unite.  Codul utilizat este codul oficial al comitatului, care este numit în engleză FIPS county code.
| Cod statal FIPS                                   | Abreviere statală | Stat    | Stat                | Stat                          | Stat                     |
| 50                                                | VT                | Vermont | Vermont             | Vermont                       | Vermont                  |
| Cod comitat FIPS                                  | Comitat           | Fondat  | Populația (poziție) | Aria în km² (și mi²)(poziție) | Sediu comitat            |
| 001 Arhivat în 6 iunie 2011, la Wayback Machine.  | Addison           | 1785    | 35.974 (8)          | 2.093 km² (808 mi²) (3)       | Middlebury               |
| 003 Arhivat în 6 iunie 2011, la Wayback Machine.  | Bennington        | 1777    | 36.994 (7)          | 1.755 km² (678 mi²) (9)       | Bennington și Manchester |
| 005 Arhivat în 6 iunie 2011, la Wayback Machine.  | Caledonia         | 1792    | 29.702 (9)          | 1.703 km² (658 mi²) (11)      | Saint Johnsbury          |
| 007 Arhivat în 6 iunie 2011, la Wayback Machine.  | Chittenden        | 1787    | 146.571 (1)         | 1.605 km² (620 mi²) (12)      | Burlington               |
| 009 Arhivat în 6 august 2011, la Wayback Machine. | Essex             | 1792    | 6.459 (14)          | 1.745 km² (674 mi²) (10)      | Guildhall                |
| 011 Arhivat în 6 iunie 2011, la Wayback Machine.  | Franklin          | 1792    | 45.417 (5)          | 1.792 km² (692 mi²) (8)       | Saint Albans             |
| 013 Arhivat în 6 iunie 2011, la Wayback Machine.  | Grand Isle        | 1802    | 6.901 (13)          | 504 km² (195 mi²) (14)        | North Hero               |
| 015 Arhivat în 6 iunie 2011, la Wayback Machine.  | Lamoille          | 1835    | 23.233 (12)         | 1.201 km² (464 mi²) (13)      | Hyde Park                |
| 017 Arhivat în 6 iunie 2011, la Wayback Machine.  | Orange            | 1781    | 28.226 (10)         | 1.792 km² (692 mi²) (7)       | Chelsea                  |
| 019 Arhivat în 6 iunie 2011, la Wayback Machine.  | Orleans           | 1792    | 26.277 (11)         | 1.868 km² (721 mi²) (5)       | Newport                  |
| 021 Arhivat în 6 iunie 2011, la Wayback Machine.  | Rutland           | 1781    | 63.400 (2)          | 2.447 km² (945 mi²) (2)       | Rutland                  |
| 023 Arhivat în 6 iunie 2011, la Wayback Machine.  | Washington        | 1810    | 58.039 (3)          | 1.801 km² (695 mi²) (6)       | Montpelier               |
| 025 Arhivat în 6 iunie 2011, la Wayback Machine.  | Windham           | 1781    | 44.216 (6)          | 2.067 km² (798 mi²) (4)       | Newfane                  |
| 027 Arhivat în 6 iunie 2011, la Wayback Machine.  | Windsor           | 1781    | 57.418 (4)          | 2.527 km² (976 mi²) (1)       | Woodstock                |

## Istorie
- În 1777, Vermont, pe atunci Vermont Republic, a constat din doar două comitate.  Partea vestică a sa a constituit comitatul Bennington, iar cea estică a fost organizată în Comitatul Cumberland.
- În 1781, comitatul Rutland a fost format din Comitatul Bennington.  Tot în acel an Comitatul Cumberland a fost divizat în trei alte comitate Orange, Windham și Windsor.  Comitatul vechi Washington a fost format pe un teritoriu care se găsește azi în statul New Hampshire.
- În 1782, statul Vermont a abandonat pretenții teritoriale la zone limitrofe statului,  Ca urmare vechiul comitat Washington a fost dezmembrat.
- În 1785, Comitatul Addison s-a format prin desprinderea sa din  Comitatul Rutland.
- În 1787, Comitatul Chittenden a fost format din Comitatul Addison.
- În 1792, Comitatul Franklin a fost format din comitatul Chittenden.  Tot atunci, comitatele Caledonia și Essex au fost format din părți ale comitatului Orange.  Comitatul Orleans a fost format din părți ale comitatelor Chittenden și Orange.
- În 1802, Comitatul Grand Isle a fost format din părți ale comitatelor Chittenden și Franklin.
- În 1810, Comitatul Jefferson a fost format din părți ale comitatelor Caledonia, Chittenden și Orange.
- În 1814, Comitatul Jefferson a fost redenumit Comitatul Washington.
- În 1835, Comitatul Lamoille a fost creat din părți ale comitatelor Chittenden, Franklin, Orleans și Washington.

Comitatele Essex, Orleans și Caledonia sunt de obicei considerate ca făcând parte din ceea este, eufimistic numit, "Northeast Kingdom", adică Regatul nord-estic.

## Sursă
- en